# Вийти з лісу на галявину
«Вийти з лісу на галявину» — радянський художній фільм 1987 року, знятий кіностудією «Казахфільм».

## Сюжет
Одного разу математик зробив вельми неприємний для себе висновок: людське енергетичне зло набагато сильніше всього життя на землі. Працювати далі не було сенсу. Герой кинув роботу. Його життя більше нагадувало сон, де час вже не ділився на дні і добу. І поспішати було вже нікуди і нема чого. Коли герой збив людину машиною, то, вперше постав перед обличчям смерті. І тепер, перебуваючи під слідством, колишній математик вирішив відвідати маленьке село, де колись, будучи молодим, був щасливий…

## У ролях
- Микола Гринько — учитель
- Олексій Жарков — гість учителя
- Валентина Тьо — епізод
- Гульжамал Батиргалієва — епізод
- Хамар Адамбаєва — епізод
- Сергій Попов — епізод

## Знімальна група
- Режисер — Ермек Шинарбаєв
- Сценарист — Анатолій Кім
- Оператори — Георгій Гідт, Сергій Косманєв
- Композитор — Бейбіт Дальденбаєв
- Художник — Умірзак Шманов